# Guillaume Bieganski
Guillaume Bieganski (3. november 1932 - 8. oktober 2016) var en fransk fodboldspiller (forsvarer).
Bieganski spillede i perioden 1953-1961 ni kampe for det franske landshold. Han var en del af landets trup til VM 1954 i Schweiz, men var dog ikke på banen i turneringen, hvor franskmændene blev slået ud efter det indledende gruppespil. På klubplan repræsenterede han blandt andet Lens og Lille.